# ستيفن سيلفا رودريغوس
ستيفن سيلفا رودريغوس (بالإنجليزية: Steven Silva Rodrigues)‏ (12 فبراير 1985 ببوسطن في الولايات المتحدة - ) هو لاعب كرة قدم أمريكي في مركز الدفاع. شارك مع منتخب البرتغال تحت 17 سنة لكرة القدم. أما مع النوادي، فقد لعب مع نادي أروكا ونادي بوافيشتا ونادي ليتشويس ونادي غوندومار وU.S.C. Paredes ‏ وS.L. Nelas ‏.

## وصلات خارجية
- ستيفن سيلفا رودريغوس على موقع قاعدة بيانات كرة القدم.إي يو (الإنجليزية)
- ستيفن سيلفا رودريغوس على موقع Soccerway.com (الإنجليزية)